# Leptobatopsis caudator
Leptobatopsis caudator är en stekelart som först beskrevs av Fabricius 1775.  Leptobatopsis caudator ingår i släktet Leptobatopsis och familjen brokparasitsteklar. Inga underarter finns listade i Catalogue of Life.